# Toftekalven
Toftekalven est une île dans le landskap Sunnhordland du comté de Vestland. Elle appartient administrativement à Kvinnherad.

## Géographie
Rocheuse et couverte d'arbres, elle s'étend sur environ 657 m de longueur pour une largeur approximative de 583 m. Elle compte quelques bâtiments et un petit quai d'amarrage. 